# Fundação IBGE+
A Fundação IBGE+ (Fundação de Apoio à Inovação Científica e Tecnológica do IBGE) é uma fundação pública instituída pelo IBGE como seu Núcleo de Inovação Tecnológica (NIT).

## Histórico
Em fevereiro de 2024, o IBGE foi reconhecido como instituição científica e tecnológica (ICT) pelo Ministério da Ciência, Tecnologia e Inovação (MCTI) e pela Advocacia-Geral da União nos termos da Lei 10.973/2004, em razão de sua missão institucional de pesquisas, análises e estudos estatísticos, demográficos, geográficos, geodésicos e cartográficos.
A Lei 10.973 /2004 determina que as fundações de apoio tem a finalidade de dar apoio a projetos de pesquisa, ensino e extensão, projetos de desenvolvimento institucional, científico, tecnológico e projetos de estímulo à inovação de interesse das ICTs, devendo ser registradas e credenciadas no Ministério da Educação e no Ministério da Ciência, Tecnologia e Inovação, nos termos da Lei nº 8.958/1994. 
A Lei 10.973/2004 também disciplina que Núcleo de Inovação Tecnológica (NIT) é uma estrutura instituída por uma ou mais ICTs, com ou sem personalidade jurídica própria, que tenha por finalidade a gestão de política institucional de inovação e por competências mínimas as atribuições previstas nesta Lei.
Em julho de 2024, a Fundação IBGE+ (Fundação de Apoio à Inovação Científica e Tecnológica do IBGE) foi criada como uma fundação pública com personalidade jurídica de direito privado, sem fins lucrativos, instituída pelo IBGE como seu Núcleo de Inovação Tecnológica (NIT), conforme a Lei 10.973/2004.
A gestão do IBGE informou que grande parte do orçamento da entidade encontrava-se comprometido com o pagamento da folha salarial, dispondo de pouco espaço para investimento direto em pesquisa. Com a criação da fundação. será possível capitar recursos extraorçamentários, advindo de empresas públicas, instituições privadas ou mesmo internacionais.
Em outubro de 2024, tomaram posse os Conselhos Curador e Fiscal da Fundação IBGE+.

## Atividades
A Fundação IBGE+ integra a Administração Indireta da União e se sujeita à supervisão do IBGE, sendo dotada de receitas e patrimônios próprios, assim como autonomia gerencial, orçamentária e financeira.
Dentre suas atividades, estão:
- instituir e gerir o Núcleo de Inovação Tecnológica do IBGE; [4]
- dar apoio e incentivo à pesquisa estatística e geográfica, ao ensino, à disseminação de informações, desenvolvimento institucional e científico e inovação das atividades do IBGE;[4]
- firmar parcerias, celebrar acordos, contratos e convênios com órgãos ou entidades públicas ou privadas;[4]
- instalar, manter e promover a curadoria do Museu do IBGE;[4]
- auxiliar o IBGE na elaboração de informações ao Ministério da Ciência, Tecnologia e Inovação;[4]
- desenvolver atividades de ensino, pesquisa e avaliação de tecnologias ligadas à área de pesquisa estatística e geográfica;[4]
- promover a educação permanente dos quadros técnicos do IBGE e criar premiações [4]